# Skigebiet Jaworki-Homole

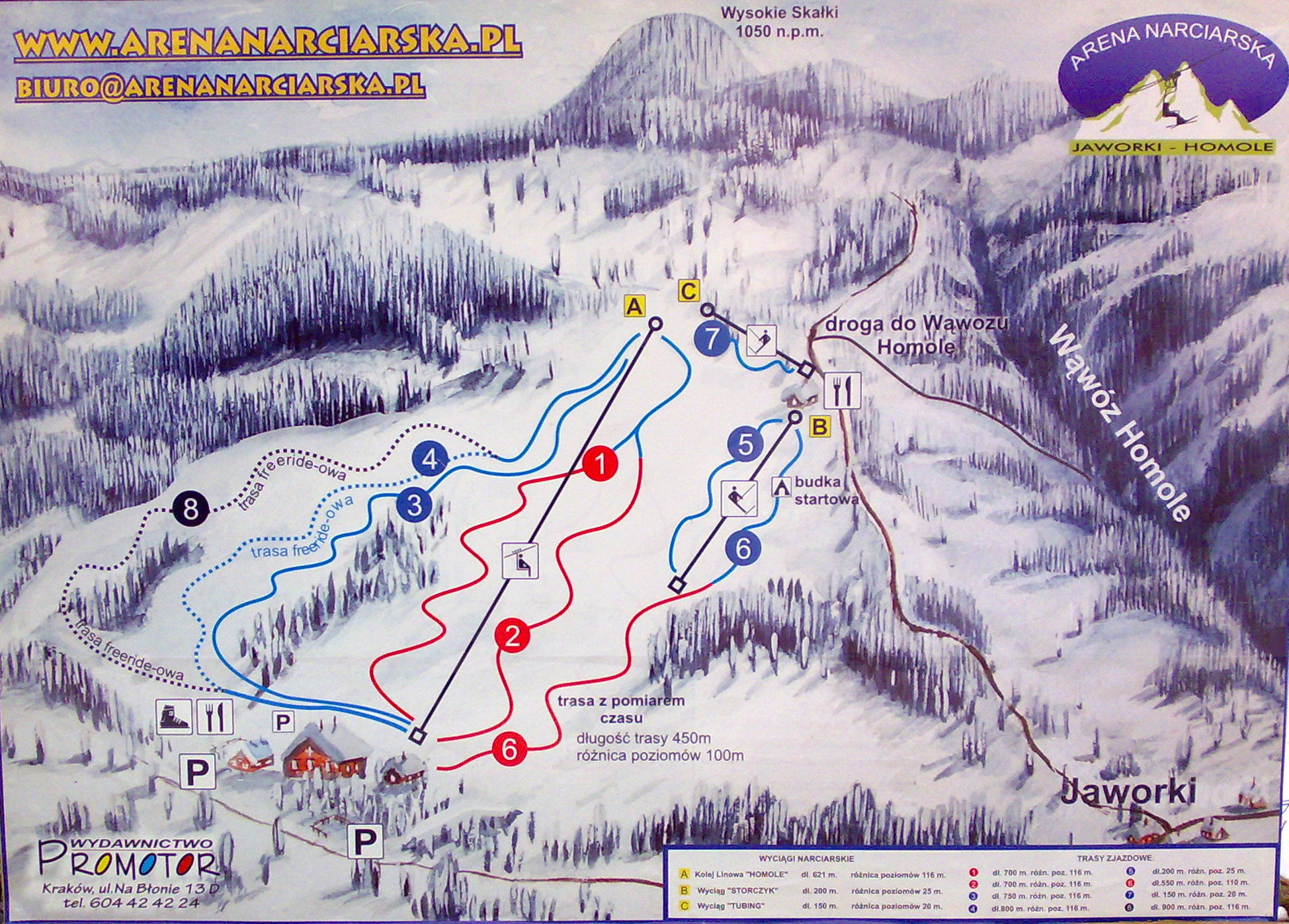
Karte

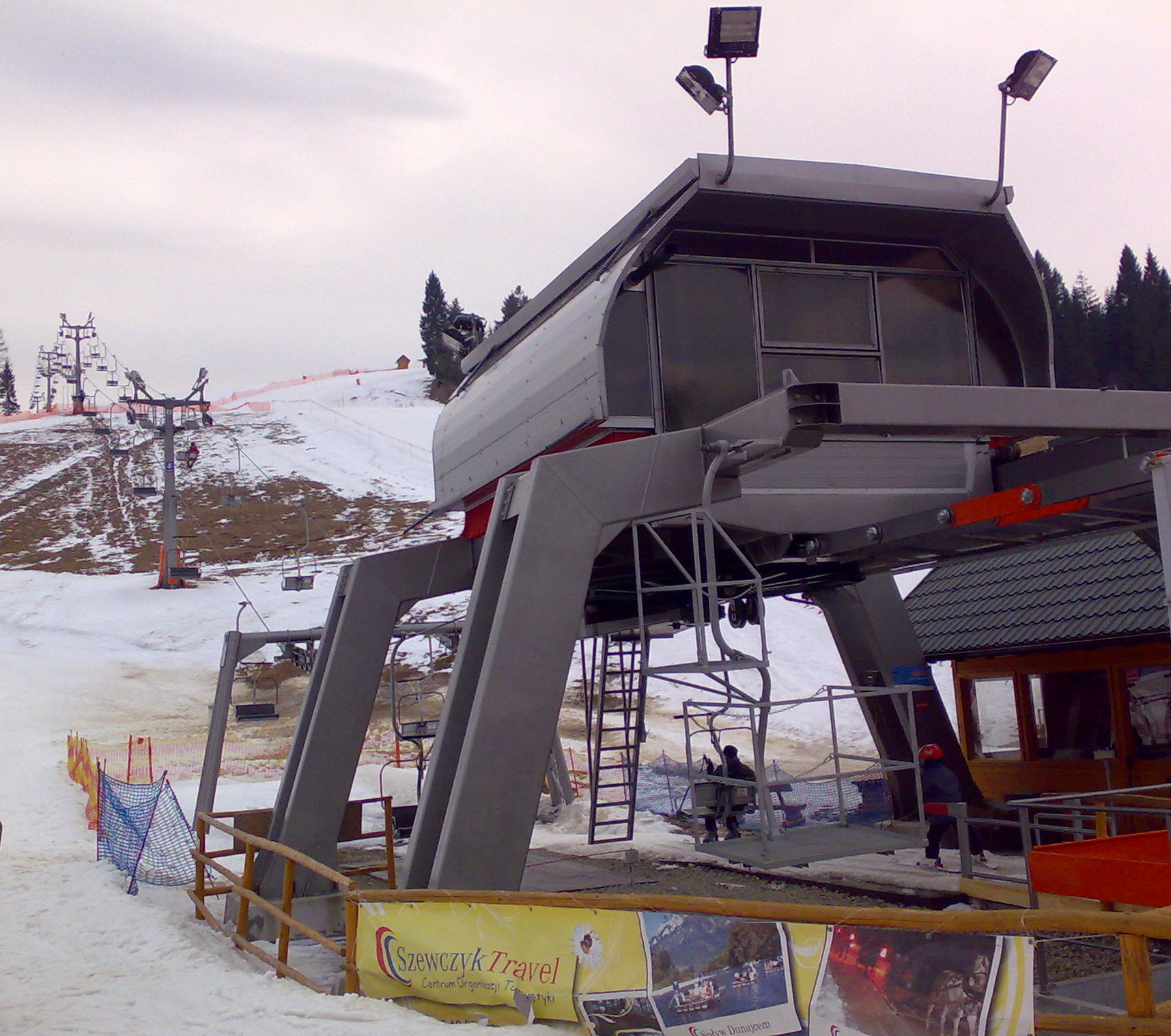
Untere Station

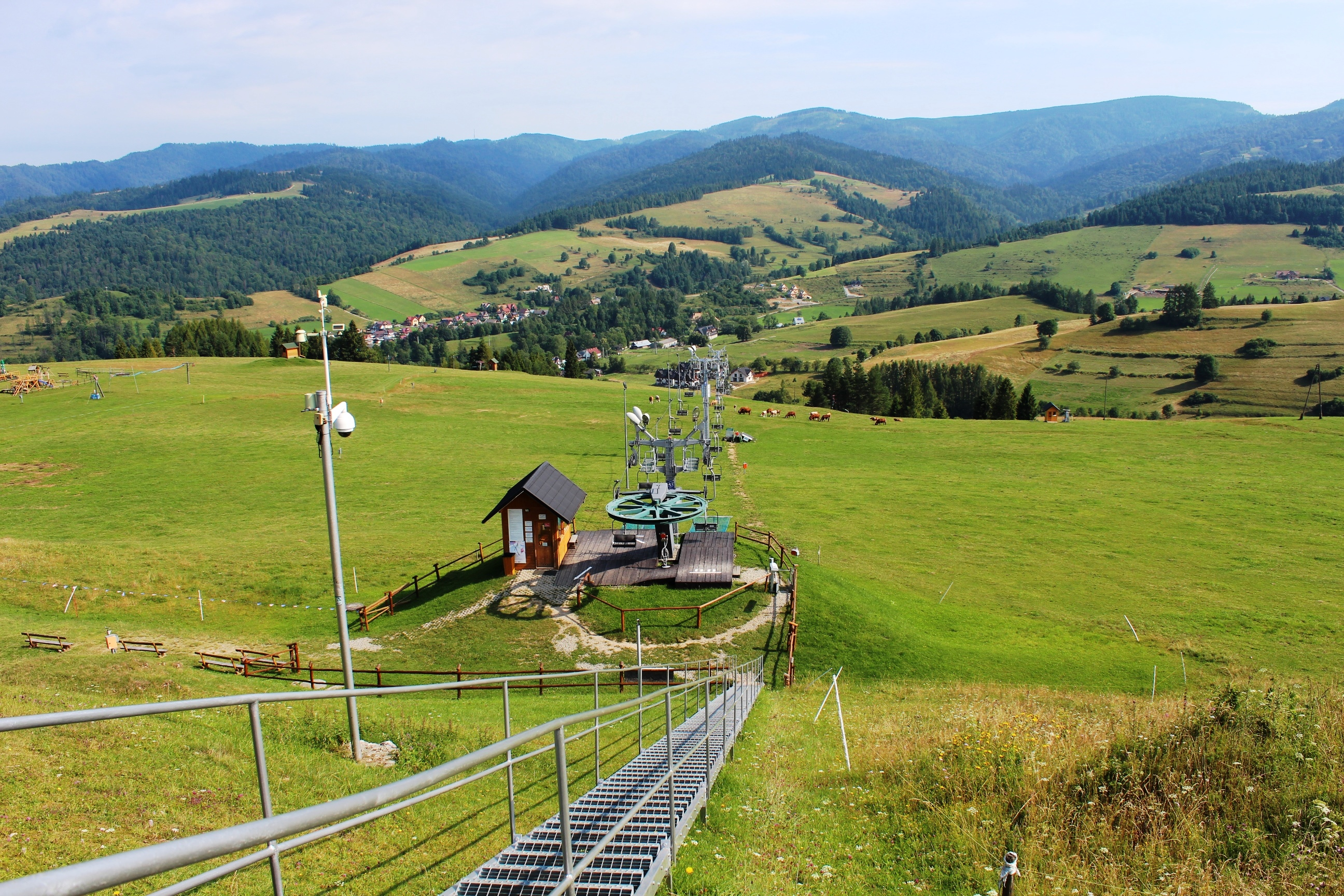
Obere Station im Sommer

Das Skigebiet Jaworki-Homole liegt auf den Nordhängen des Wysokie Skałki in dem polnischen Gebirgszug Kleine Pieninen auf dem Gemeindegebiet von Szczawnica im Ort Jaworki im Powiat Nowotarski in der Woiwodschaft Kleinpolen. Es befindet sich außerhalb des Pieninen-Nationalparks in der Nähe der Woiwodschaftsstraße DW969. Das Skigebiet wird von dem Unternehmen „Arena Narciarska Jaworki-Homole“ s.c. betrieben.

## Lage
Es gibt eine schwarze (sehr schwierig), vier blaue und eine grüne Piste. Die Gesamtlänge der Pisten umfasst ca. 4,4 km. Die längste Piste ist ca. 900 m lang.

## Geschichte
Das Skigebiet wurde in den 1980er Jahren angelegt. Der derzeitige Skilift wurde 2009 ausgebaut.

## Beschreibung

### Skilifte
Im Skigebiet gibt es einen Sessellift und zwei Tellerlifte. Insgesamt können bis zu 2428 Personen pro Stunde befördert werden.

#### Skilift Jaworki-Homole
Der Skilift führt von Jaworki bis knapp unter den Bergrücken der Wysokie Skałki. Seine Länge beträgt 621 m.
| Name           | Art        | Hersteller        | Breite Personen | Länge (m) | Zeit (min) | Höhenunterschied (m) | Personen pro Stunde | Obere Station | Obere Station | Untere Station | Untere Station | Vmax (m/s) |
| Name           | Art        | Hersteller        | Breite Personen | Länge (m) | Zeit (min) | Höhenunterschied (m) | Personen pro Stunde | Ort           | Höhe (m üNN)  | Ort            | Höhe (m üNN)   | Vmax (m/s) |
| -------------- | ---------- | ----------------- | --------------- | --------- | ---------- | -------------------- | ------------------- | ------------- | ------------- | -------------- | -------------- | ---------- |
| Skilift Homole | Sessellift | Elsner Sp. z o.o. | 2               | 621       | 4          |                      | 1028                | Obere Station |               | Untere Station |                |            |
| Storczyk       | Tellerlift |                   | 1               | 200       |            |                      | 700                 |               |               |                |                |            |
| Tubing         | Tellerlift |                   | 1               | 150       |            |                      | 700                 |               |               |                |                |            |

### Skipisten
Von der Wysokie Skałki führen acht Skipisten ins Tal.
| Name | Schwierigkeit | Start | Start        | Ziel | Ziel         | Länge (m) | Höhenunterschied (m) | Neigung (%) | Licht | Kunstschnee | FIS    | FIS | Anmerkungen |
| Name | Schwierigkeit | Name  | Höhe (m üNN) | Name | Höhe (m üNN) | Länge (m) | Höhenunterschied (m) | Neigung (%) | Licht | Kunstschnee | Nummer | bis | Anmerkungen |
| ---- | ------------- | ----- | ------------ | ---- | ------------ | --------- | -------------------- | ----------- | ----- | ----------- | ------ | --- | ----------- |
| 1    | Rot-Blau      |       |              |      |              | 700       | 116                  | 17          | ja    | ja          |        |     |             |
| 2    | Rot-Blau      |       |              |      |              | 700       | 116                  | 17          | nein  | ja          |        |     |             |
| 3    | Blau          |       |              |      |              | 700       | 200                  | 21          | nein  | nein        |        |     |             |
| 4    | Blau          |       |              |      |              | 750       | 116                  | 15          | nein  | nein        |        |     |             |
| 5    | Blau          |       |              |      |              | 200       | 25                   | 13          | nein  | ja          |        |     |             |
| 6    | Blau          |       |              |      |              | 200       | 25                   | 13          | nein  | nein        |        |     |             |
| 7    | Grün          |       |              |      |              | 150       | 25                   | 13          | nein  | ja          |        |     |             |
| 8    | Schwarz       |       |              |      |              | 900       | 116                  | 13          | nein  | nein        |        |     |             |

## Infrastruktur
Das Skigebiet liegt unmittelbar im Zentrum von Jaworki und ist mit dem Pkw erreichbar. An der unteren Station gibt es Parkplätze und Restaurants an der unteren und oberen Station. Im Skigebiet ist eine Skischule tätig. Zudem gibt es einen Skiverleih und eine Skiwerkstatt.